# Pisana (Roma)
Pisana è la zona urbanistica 16C del Municipio Roma XII di Roma Capitale.
Si estende sulla zona Z. XLIV La Pisana e sul suburbio S. VIII Gianicolense.
Prende il nome dalla tenuta "la Pisana".

## Geografia fisica

### Territorio
La zona urbanistica confina:
- a nord con la zona urbanistica 18B Val Cannuta
- a est con la zona urbanistica 16B Buon Pastore
- a sud con la zona urbanistica 15E Magliana
- a ovest con la zona urbanistica 16F Pantano di Grano